# Le May-sur-Èvre
Pour les articles homonymes, voir May.
Le May-sur-Èvre est une commune française située dans le département de Maine-et-Loire en région Pays de la Loire.
La commune offre un double visage : celui d'une petite ville industrielle et celui d'un village où l'agriculture reste aujourd'hui l'une des principales activités.

## Géographie

### Localisation
Cette commune angevine se situe dans le sud-ouest du Maine-et-Loire, dans la région des Mauges, à 7 km au nord de Cholet et à 100 km à l'est des plages de l'Atlantique.

### Topographie, relief et géologie
Aspects géologiques : plateau de roches primaires (altitude de 70 à 110 m) coupé par la vallée de l'Èvre.

### Climat
Pour des articles plus généraux, voir Climat des Pays de la Loire et Climat de Maine-et-Loire.
En 2010, le climat de la commune est de type climat océanique altéré, selon une étude du CNRS s'appuyant sur une série de données couvrant la période 1971-2000. En 2020, Météo-France publie une typologie des climats de la France métropolitaine dans laquelle la commune est exposée à un climat océanique et est dans la région climatique Bretagne orientale et méridionale, Pays nantais, Vendée, caractérisée par une faible pluviométrie en été et une bonne insolation.
Pour la période 1971-2000, la température annuelle moyenne est de 11,7 °C, avec une amplitude thermique annuelle de 14,1 °C. Le cumul annuel moyen de précipitations est de 772 mm, avec 12,1 jours de précipitations en janvier et 6,2 jours en juillet. Pour la période 1991-2020, la température moyenne annuelle observée sur la station météorologique de Météo-France la plus proche, sur la commune de Cholet à 8 km à vol d'oiseau, est de 12,3 °C et le cumul annuel moyen de précipitations est de 772,5 mm,. Pour l'avenir, les paramètres climatiques de la commune estimés pour 2050 selon différents scénarios d'émission de gaz à effet de serre sont consultables sur un site dédié publié par Météo-France en novembre 2022.

## Urbanisme

### Typologie
Au 1er janvier 2024, Le May-sur-Èvre est catégorisée bourg rural, selon la nouvelle grille communale de densité à sept niveaux définie par l'Insee en 2022.
Elle appartient à l'unité urbaine de Le May-sur-Èvre, une unité urbaine monocommunale constituant une ville isolée,. Par ailleurs la commune fait partie de l'aire d'attraction de Cholet, dont elle est une commune de la couronne,. Cette aire, qui regroupe 26 communes, est catégorisée dans les aires de 50 000 à moins de 200 000 habitants,.

### Occupation des sols
L'occupation des sols de la commune, telle qu'elle ressort de la base de données européenne d’occupation biophysique des sols Corine Land Cover (CLC), est marquée par l'importance des territoires agricoles (95,3 % en 2018), une proportion sensiblement équivalente à celle de 1990 (95,9 %). La répartition détaillée en 2018 est la suivante : 
terres arables (61,4 %), prairies (20,7 %), zones agricoles hétérogènes (13,1 %), zones urbanisées (4,7 %). L'évolution de l’occupation des sols de la commune et de ses infrastructures peut être observée sur les différentes représentations cartographiques du territoire : la carte de Cassini (XVIIIe siècle), la carte d'état-major (1820-1866) et les cartes ou photos aériennes de l'IGN pour la période actuelle (1950 à aujourd'hui).

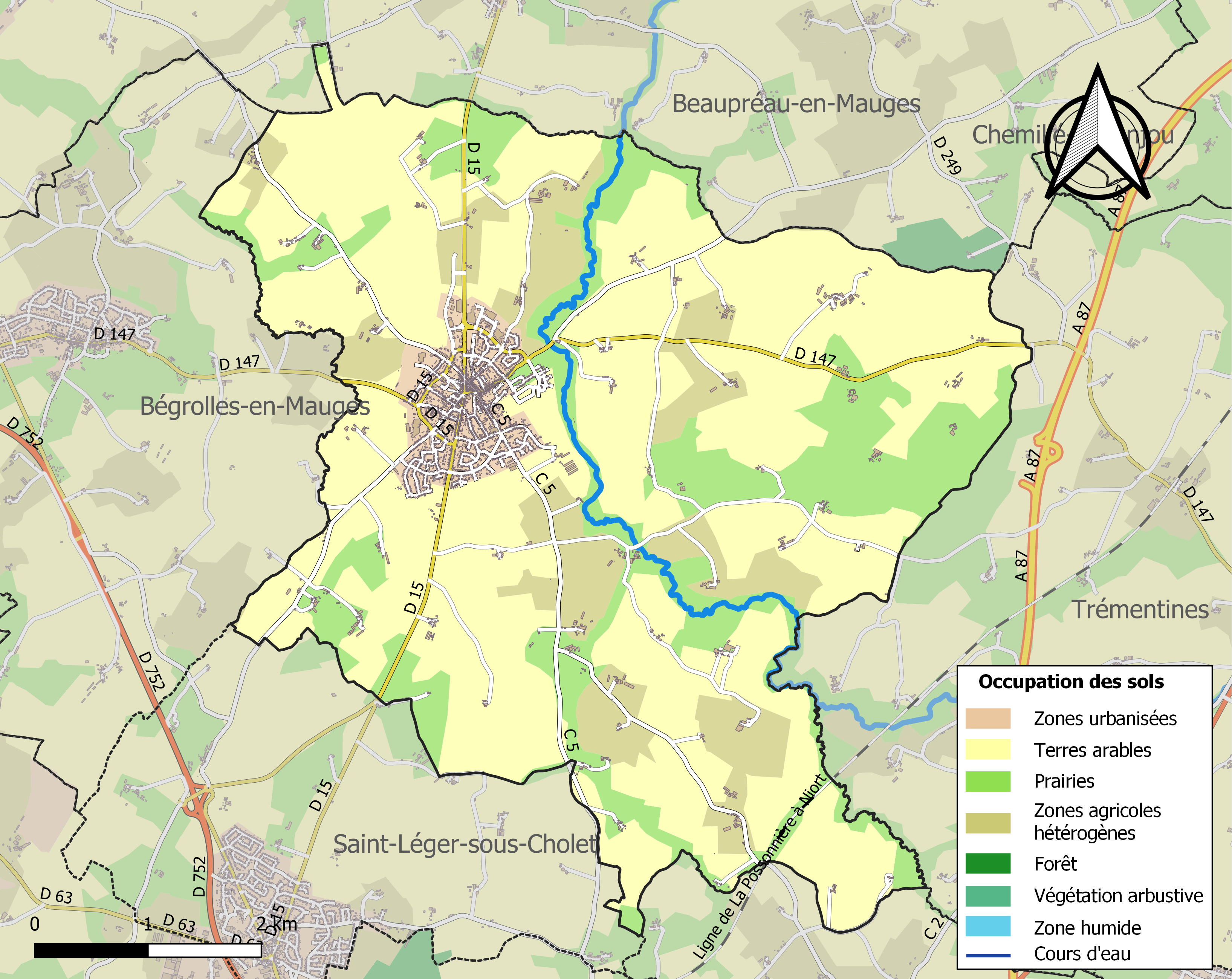
Carte des infrastructures et de l'occupation des sols de la commune en 2018 (CLC).

## Toponymie
Du latin Ulmetum (Ormeraie) avec différentes variantes au cours des siècles (Ulmerium ; Ecclesia del Ulmeto : Parrochia d'Oulmay : Ecclesia Sancti Michaelis Olmai. Le nom actuel date de 1881 : on installe à cette date le service des postes et du télégraphe. On devait distinguer la commune d'un autre May situé en Normandie, on ajoutera alors le nom de la rivière qui coule sur le territoire communal à celui de la commune.
Nom des habitants : Maytais, Maytaise.

## Histoire
Le territoire est habité dès les temps préhistoriques puisqu'on a retrouvé de nombreux outils en pierre taillée (coups de poing et pointes de flèches). Un menhir (situé sur la commune de Trémentines, mais à la limite du May) vient confirmer cette certitude.
Les vestiges d'une voie romaine (route de la Séguinière) et le nom « Ulmetum » attestent d'une présence romaine aux premiers siècles de l'ère chrétienne. Lors des invasions barbares du Ve siècle, le May est christianisé et dépend de Poitiers. Le seigneur de Chemillé est alors le protecteur temporel de la paroisse qui lui verse les impôts féodaux.
Au XIIe siècle, ce sont les moines de Saint-Michel-en-l'Herm qui dominent la paroisse qui sera rattachée au diocèse de La Rochelle jusqu'à la Révolution.
Au XIVe siècle, la construction de l'église actuelle est entreprise.
Aux XVe et XVIe siècles s'affirme l'emprise des seigneurs du Cazeau. La culture du lin est introduite dans les campagnes. Les guerres de Religion sont néfastes : l'église est incendiée et l'abbaye de Bellefontaine est en partie détruite.
Aux XVIIe et XVIIIe siècles, on trouve au May des tisserands et des tanneries. Les toiles transitent par Cholet et sont dirigées sur les ports voisins de Nantes, de La Rochelle ou de Bordeaux.
Le May est converti en profondeur par les missions de Louis-Marie Grignion de Montfort dont une croix reste encore à côté du collège.

## Politique et administration

### Administration municipale
| Période           | Période                   | Identité                           | Étiquette      | Qualité                                                               |
| ----------------- | ------------------------- | ---------------------------------- | -------------- | --------------------------------------------------------------------- |
| 1789              | 1790                      | François-Charles Tharreau          |                | Syndic                                                                |
| 1790              | 1791                      | M. Lebreton                        |                |                                                                       |
| 1791              | 1800                      | Gabriel-Jacques Fizeau             |                |                                                                       |
| 1800              | 1803                      | Luc-Louis Tharreau-Mouraire        |                |                                                                       |
| juin 1803         | juin 1814                 | Gabriel-Jacques Fizeau             |                |                                                                       |
| 29 juin 1814      | septembre 1830            | François Barreau de la Possardière |                |                                                                       |
| 25 septembre 1830 | 30 septembre 1830         | Pierre-François Brion-Sachet       |                |                                                                       |
| 4 octobre 1830    | janvier 1832              | Jean Guilbault                     |                |                                                                       |
| janvier 1832      | octobre 1837              | René-François Triolet              |                |                                                                       |
| janvier 1838      | octobre 1848              | Pierre-François Brion-Sachet       |                |                                                                       |
| novembre 1848     | janvier 1878              | Jean Raimbault-Courtais            |                |                                                                       |
| janvier 1878      | mai 1892                  | François Chupin-Brevet             |                |                                                                       |
| mai 1892          | novembre 1918             | Honoré Neveu                       |                |                                                                       |
| novembre 1918     | septembre 1920            | Joseph Aveneau                     |                |                                                                       |
| septembre 1920    | mai 1945                  | Georges Lefort                     |                |                                                                       |
| mai 1945          | octobre 1947              | Madeleine Bureau                   |                | Infirmière et assistante sociale                                      |
| octobre 1947      | mars 1959                 | Georges Lefort                     |                |                                                                       |
| mars 1959         | décembre 1960 (démission) | Joseph Chupin                      |                |                                                                       |
| décembre 1960     | avril 1968 (décès)        | Marcel Taupin                      |                | Industriel                                                            |
| mai 1968          | mars 1977                 | Marcel Rousseau                    |                |                                                                       |
| mars 1977         | mars 1989                 | Auguste Senghor                    | DVD            | Vétérinaire                                                           |
| mars 1989         | juin 1995                 | Pierre Chalopin                    | DVG            | Professeur d'allemand                                                 |
| juin 1995         | mars 2008                 | Auguste Senghor                    | DVD            | Vétérinaire Maire de Saint-Briac-sur-Mer (2008 → 2014)                |
| mars 2008         | En cours (au 26 mai 2020) | Alain Picard,                      | MoDem puis DVD | Inspecteur pédagogique Vice-président de l'Agglomération du Choletais |

### Intercommunalité
La commune est membre de l'Agglomération du Choletais.

## Population et société

### Démographie

#### Évolution démographique
L'évolution du nombre d'habitants est connue à travers les recensements de la population effectués dans la commune depuis 1793. Pour les communes de moins de 10 000 habitants, une enquête de recensement portant sur toute la population est réalisée tous les cinq ans, les populations de référence des années intermédiaires étant quant à elles estimées par interpolation ou extrapolation. Pour la commune, le premier recensement exhaustif entrant dans le cadre du nouveau dispositif a été réalisé en 2005.

En 2022, la commune comptait 3 878 habitants, en évolution de +1,47 % par rapport à 2016 (Maine-et-Loire : +2,12 %, France hors Mayotte : +2,11 %).
| 1793  | 1800  | 1806  | 1821  | 1831  | 1836  | 1841  | 1846  | 1851  |
| ----- | ----- | ----- | ----- | ----- | ----- | ----- | ----- | ----- |
| 3 442 | 2 271 | 2 668 | 2 955 | 3 315 | 3 215 | 3 296 | 3 458 | 2 691 |

| 1856  | 1861  | 1866  | 1872  | 1876  | 1881  | 1886  | 1891  | 1896  |
| ----- | ----- | ----- | ----- | ----- | ----- | ----- | ----- | ----- |
| 2 668 | 2 606 | 2 103 | 2 080 | 2 139 | 2 051 | 2 012 | 1 972 | 2 008 |

| 1901  | 1906  | 1911  | 1921  | 1926  | 1931  | 1936  | 1946  | 1954  |
| ----- | ----- | ----- | ----- | ----- | ----- | ----- | ----- | ----- |
| 1 976 | 2 069 | 1 986 | 1 822 | 1 936 | 2 056 | 2 064 | 2 232 | 2 622 |

| 1962  | 1968  | 1975  | 1982  | 1990  | 1999  | 2005  | 2006  | 2010  |
| ----- | ----- | ----- | ----- | ----- | ----- | ----- | ----- | ----- |
| 3 091 | 3 383 | 3 551 | 3 806 | 3 914 | 3 891 | 3 848 | 3 790 | 3 970 |

| 2015  | 2020  | 2022  | - | - | - | - | - | - |
| ----- | ----- | ----- | - | - | - | - | - | - |
| 3 845 | 3 827 | 3 878 | - | - | - | - | - | - |

#### Pyramide des âges
La population de la commune est relativement jeune.
En 2018, le taux de personnes d'un âge inférieur à 30 ans s'élève à 34,5 %, soit en dessous de la moyenne départementale (37,2 %). À l'inverse, le taux de personnes d'âge supérieur à 60 ans est de 27,7 % la même année, alors qu'il est de 25,6 % au niveau départemental.
En 2018, la commune comptait 1 888 hommes pour 1 924 femmes, soit un taux de 50,47 % de femmes, légèrement inférieur au taux départemental (51,37 %).
Les pyramides des âges de la commune et du département s'établissent comme suit.
| Hommes | Classe d’âge | Femmes |
| ------ | ------------ | ------ |
| 1,0    | 90 ou +      | 1,6    |
| 6,7    | 75-89 ans    | 10,2   |
| 17,8   | 60-74 ans    | 18,2   |
| 20,7   | 45-59 ans    | 20,0   |
| 18,8   | 30-44 ans    | 16,1   |
| 16,1   | 15-29 ans    | 15,5   |
| 18,8   | 0-14 ans     | 18,6   |

| Hommes | Classe d’âge | Femmes |
| ------ | ------------ | ------ |
| 0,9    | 90 ou +      | 2,1    |
| 7      | 75-89 ans    | 9,5    |
| 16,2   | 60-74 ans    | 16,9   |
| 19,4   | 45-59 ans    | 18,7   |
| 18,2   | 30-44 ans    | 17,5   |
| 18,8   | 15-29 ans    | 17,6   |
| 19,5   | 0-14 ans     | 17,6   |

### Vie locale
La commune a obtenu une fleur au Concours des villes et villages fleuris (palmarès 2007) et une deuxième en 2009.
La flamme postale de la commune des années 1980 développait sur trois lignes horizontales en lettres majuscules les devises suivantes : Labeur et ténacité ; Une vitalité industrielle ; Un certain art de vivre.

### Culture locale et patrimoine
Depuis septembre 2007, l'espace culturel Léopold-Sédar-Senghor, ou Espace Senghor, est un lieu qui intègre un théâtre, un espace cabaret et un hall d'exposition, permettant des actions culturelles de proximité sur la commune. La salle de spectacle accueille des artistes au sein de saisons culturelles,. Ce lieu contribue aux actions culturelles du territoire de l'agglomération choletaise. Des activités y sont organisées tout au long de l'année comme des stages, des ateliers, des lectures, etc. Elles sont organisées en partenariat avec les associations ou les établissements scolaires,.
En septembre 2019 est inauguré l'Exéko, nouveau bâtiment intergénérationnel comprenant le service animation de la commune, l'école de musique et des équipements mis à disposition des associations.
Le centre socio-ludique, nommé centre Jean-Ferrat, est composé de plusieurs salles, d'un centre aéré, d'une halte-garderie et d'une salle des fêtes. Il s'y trouve également les locaux de la bibliothèque May'livres, rénovée en 2019.

### Sports
Présence d'un groupement sportif, composé de deux salles multi-sports, dont une salle ayant deux terrains, et d'une salle de gymnastique et de judo.
L'espace Le cercle, créé par l'association L'Énergie, se compose d'un bar, de deux salles de réunion et de la salle de sport Michel Beignon à disposition du club de tennis de table et ayant un mur d'escalade.
Début août est organisé sur la commune le tournoi national Carisport, en association avec douze autres communes,.

### Manifestations
Le premier weekend de juin, se déroule le May en fête, pendant lequel une multitude d'activités sont proposés au public plus ou moins jeune. Ces activités sont sportives, culturelles, etc.
Chaque premier dimanche d'octobre se déroule la fête de la Fressure. Les chaudrons de fressure sont alors placés sur la place de la commune où ce plat, à base de cochon entier, est vendu à tous et dégusté. Une fête foraine accompagne les festivités. 2014 en a été la 34e édition.
S'y déroule aussi le Festival de la BD engagée, dont octobre 2017 en a été la 11e édition.

## Économie
Sur 229 établissements présents sur la commune à fin 2010, 28 % relèvent du secteur de l'agriculture (pour une moyenne de 17 % sur le département), 7 % du secteur de l'industrie, 9 % du secteur de la construction, 42 % de celui du commerce et des services et 14 % du secteur de l'administration et de la santé. En 2015, sur les 248 établissements, cette répartition s'établit à 22 % de l'agriculture (pour une moyenne de 11 % sur le département), 7 % de l'industrie, 6 % de la construction, 50 % du commerce et des services et 15 % de l'administration et de la santé.

## Lieux et monuments
- L'église Saint-Michel, des XVe et XVIe siècles, appelée le Géant des Mauges[39].
- La chapelle Saint-Tibère, du XXe siècle[40].
- La chapelle Notre-Dame-de-Miséricorde, construite pour le Jubilé de 1875, par Jean Hervé, et bénie par le curé du May, Mgr Bretaudeau, le 5 mai 1875.
- Le château du Cazeau.
- La maison dite la Bastille, des XVIe siècle, XVIIIe et XIXe siècles[41].
- L'ancienne voie gallo-romaine.
- Le monument aux morts, situé devant l'église Saint-Michel. Le piédestal est érigé en 1922. La statue La Victoire en chantant, réalisée par Charles Édouard Richefeu, n'est installée dessus qu'en 1931, faute de financement.

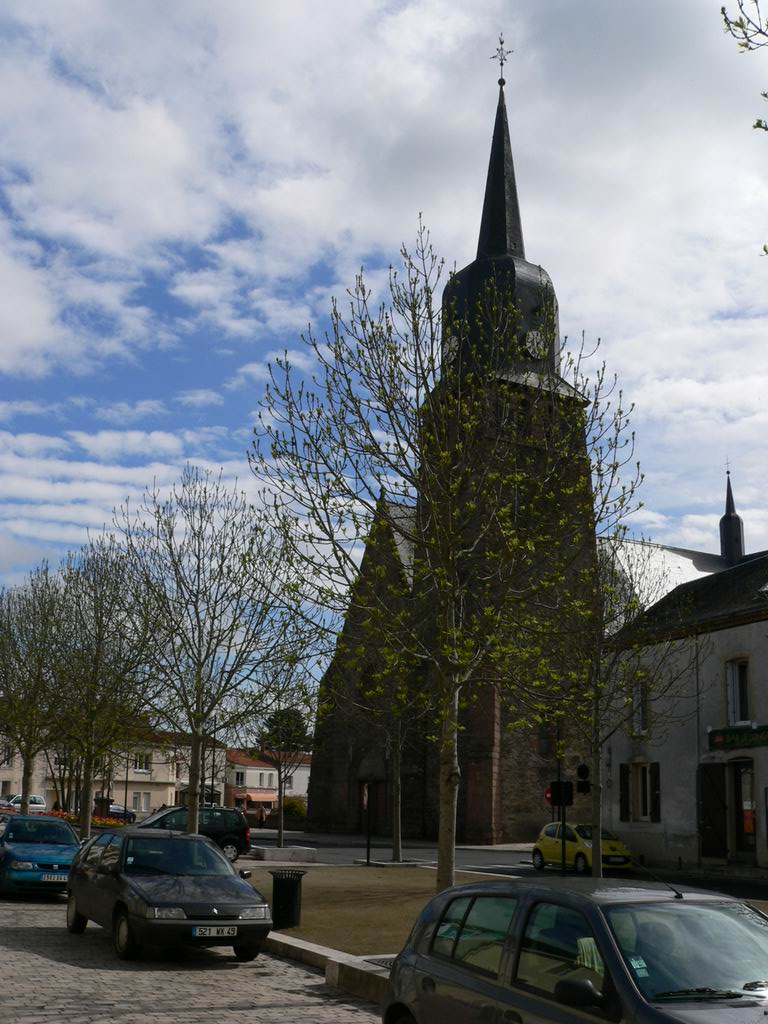
L'église.
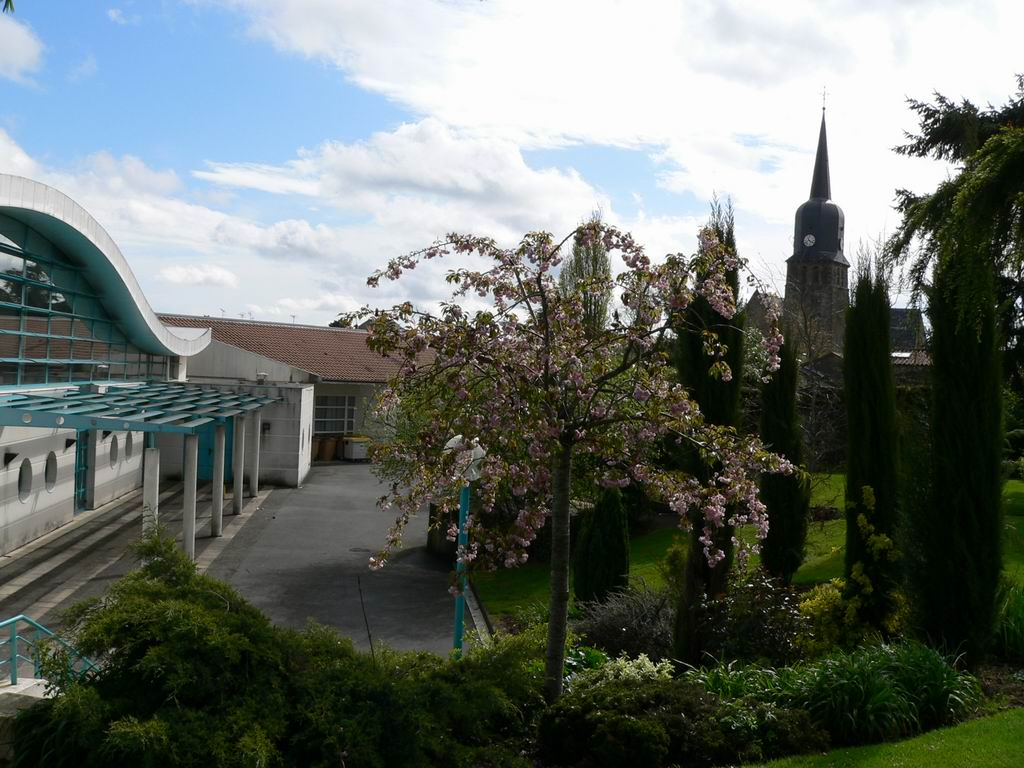
Centre socio-ludique.
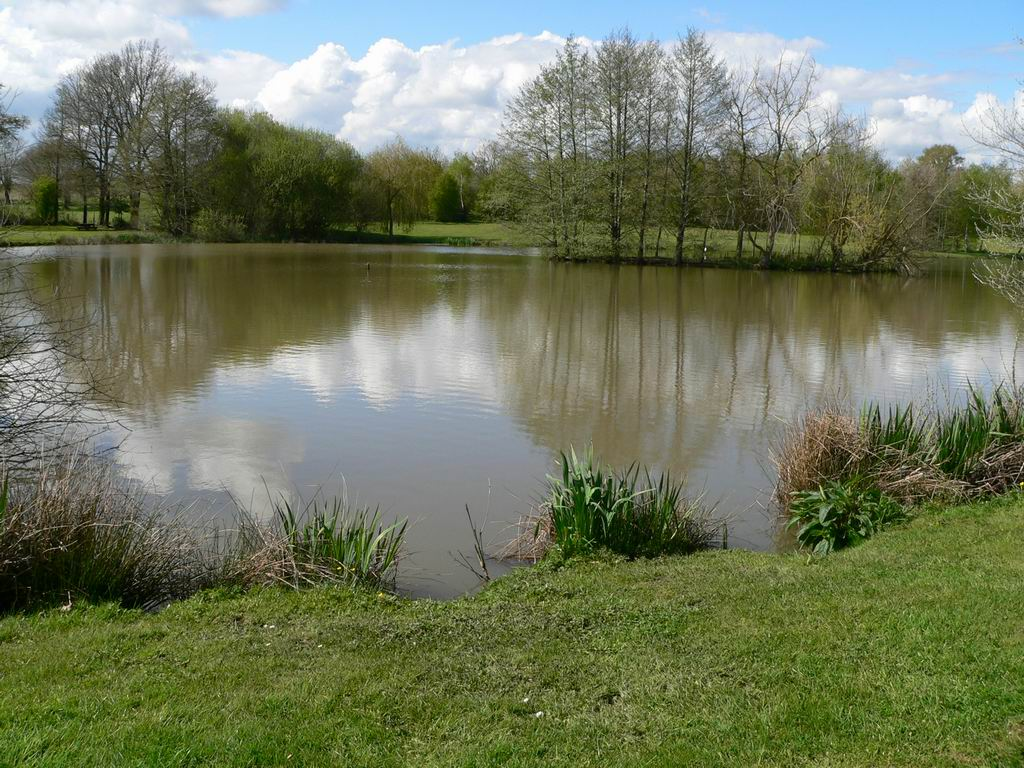
Étang.
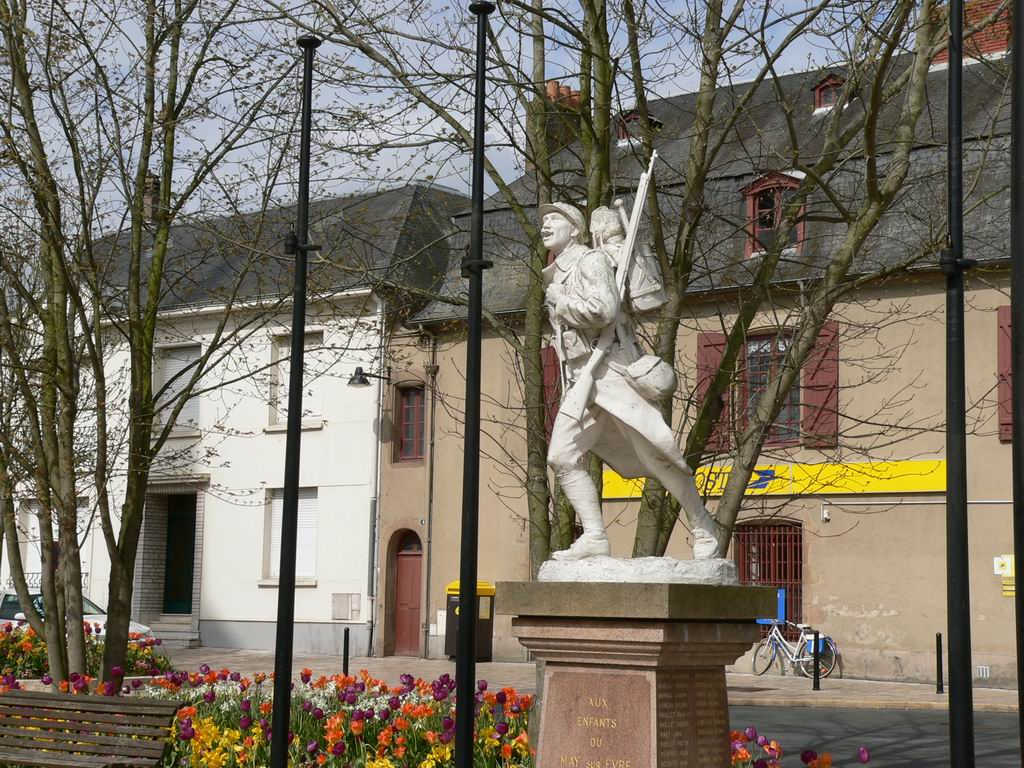
Monument aux morts.
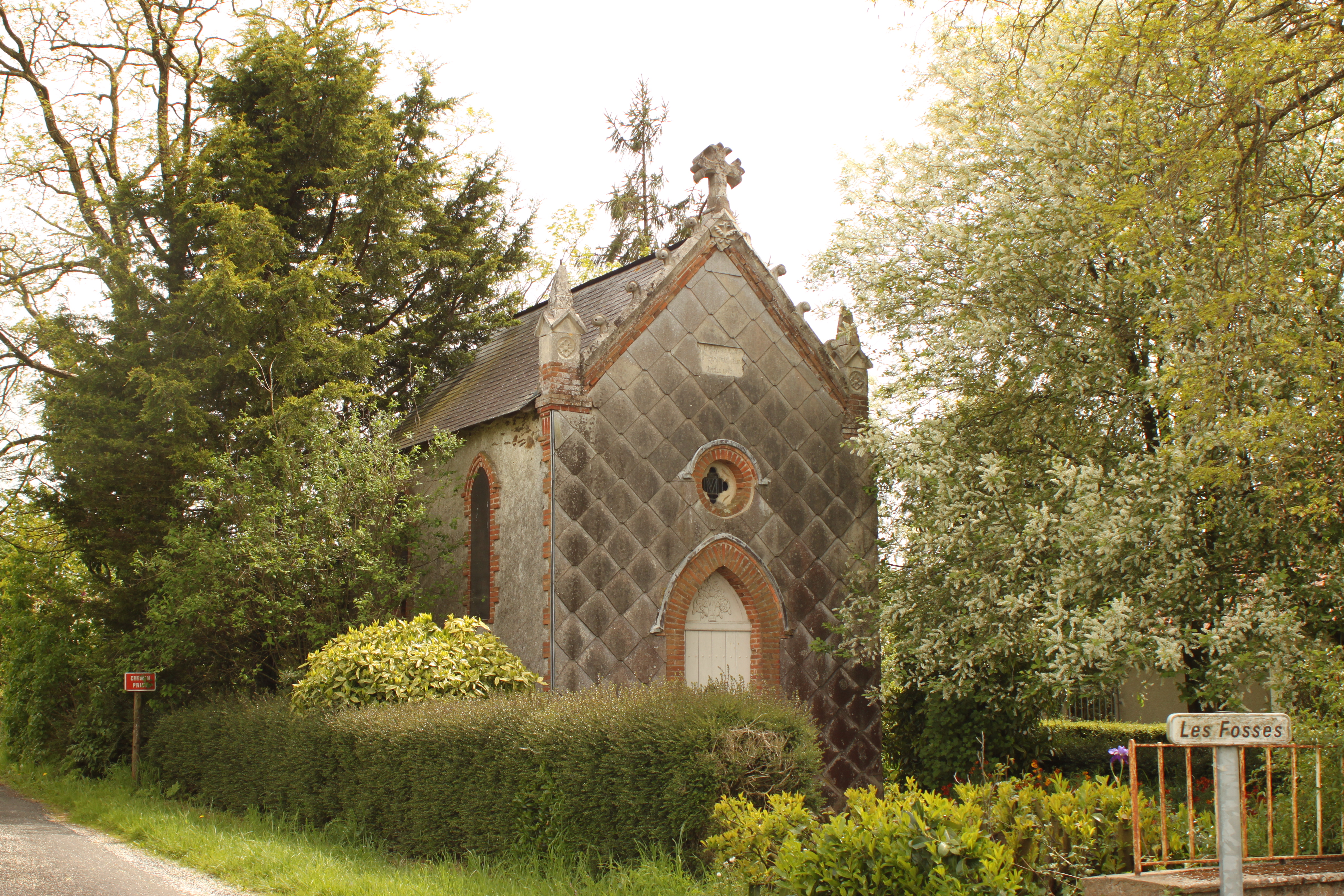
Chapelle Notre-Dame-de-Miséricorde.
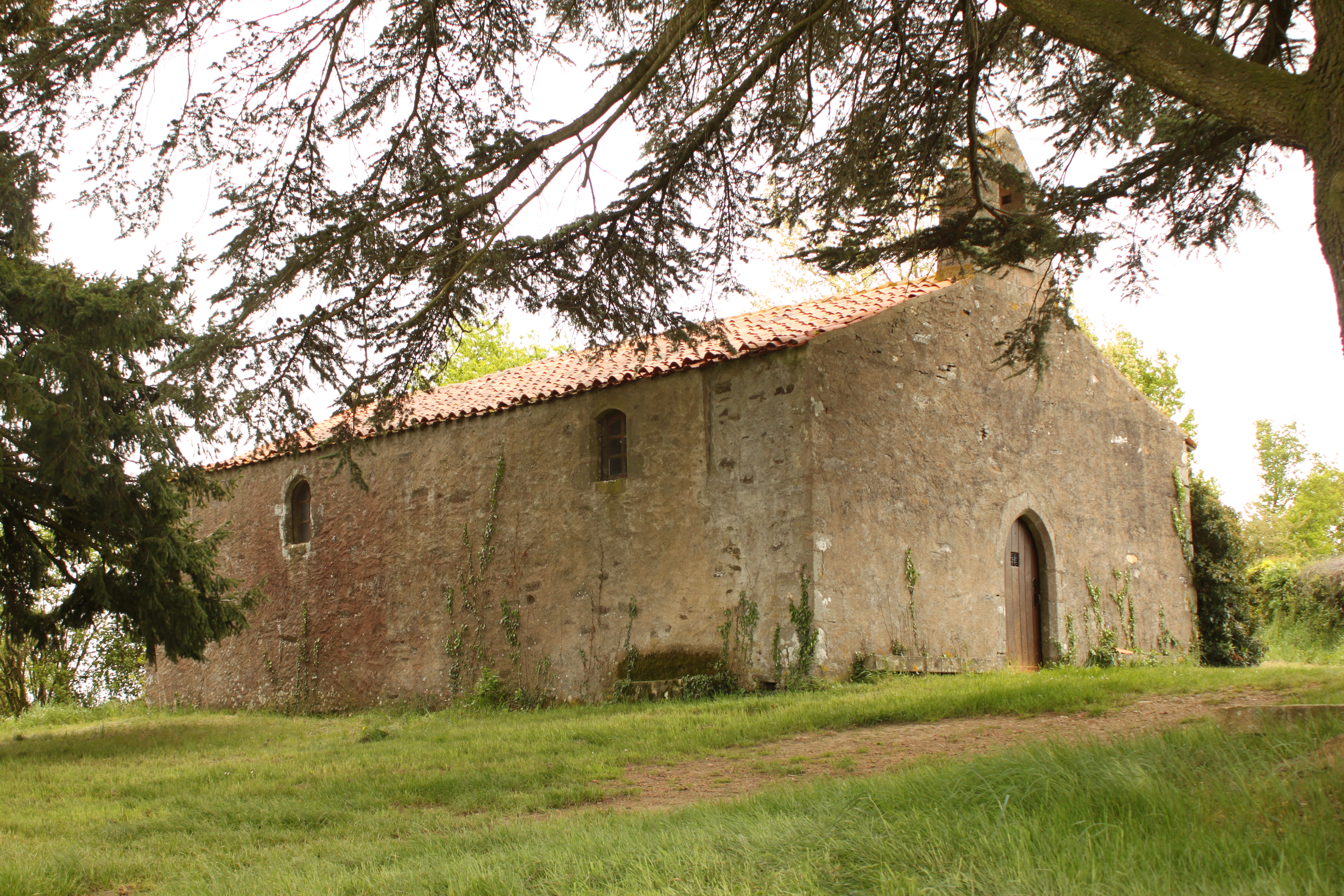
Chapelle Saint-Tibère.

## Personnalités liées à la commune
- Alphonse Bossard (1885-1971), Père montfortain, trente-huit ans en Mission en Afrique[42] y est né en 1885.
- Guy Jacques Chouteau (1741-1812), homme politique, médecin, député de Maine-et-Loire de 1791 à 1792 et directeur de l'hôpital de Cholet[43], y est né en 1741.
- Henri Coutet (1909-1999), acteur français ayant tourné dans plus d'une centaine de films et téléfilms[44] y est mort en 1999.
- François-Charles Tharreau (1751-1829), homme politique, maire de Cholet et député de Maine-et-Loire[45] y est né en 1751.
- Pierre-Jean-François Tharreau (1755-1806), né sur la commune, homme politique, membre du Conseil des Anciens.
- Jean-Victor Tharreau (1767-1812), né sur la commune, général de la Révolution et de l’Empire, mort en 1812 à Mojaïsk en Russie des suites de blessures reçues à la bataille de la Moskova.